# Esther i el rei
Esther i el rei (títol original en anglès: Esther and the King, títol original en italià: Ester e il re) és una pel·lícula èpica religiosa italo-estatunidenca de 1960 produïda i dirigida per Raoul Walsh i protagonitzada per Joan Collins com Ester, Richard Egan com Assuer i Denis O'Dea com Mordecai. Walsh i Michael Elkins van escriure el guió, que es basava en el Llibre d'Ester de la Bíblia hebrea i l'Antic Testament. Relata l'origen de la celebració jueva del Purim. Està doblada al català.
Una coproducció internacional estrenada per 20th Century-Fox, Esther i el rei es va rodar a Itàlia en format CinemaScope (encara que no signada com a tal) i el procés de color Technicolor. Mario Bava, el director de fotografia de la pel·lícula, va ser acreditat com a codirector de gravats italians de la pel·lícula.

## Argument
A Pèrsia, al segle V aC, una dona jueva anomenada Esther crida l'atenció del rei Assuer, recentment vidu. El rei ha estat tractant de derrotar la campanya d'odi contra els jueus del seu malvat ministre Haman. Abans que el rei es faci parella amb Esther per derrotar a Haman, una altra dona atractiva que competeix per l'atenció d'Assuer.

## Repartiment
- Joan Collins com Esther
- Richard Egan com Assuer
- Denis O'Dea com Mordecai
- Sergio Fantoni com Haman
- Rik Battaglia com a Simon
- Renato Baldini com a Klydrathes
- Gabriele Tinti com a Samuel
- Rosalba Neri com Zeresh
- Daniela Rocca com Vashti
- Folco Lulli com a Tobiah

## Producció
El desembre de 1950, l'executiu de l'estudi de 20th Century-Fox, Darryl F. Zanuck, va anunciar la seva intenció de produir La història d'Esther com a continuació de David i Betsabé, que ell estava produint en aquell moment. Va confiar a Frank i Doris Hursley la tasca d'escriure el guió. George Jessel va expressar interès a produir la pel·lícula.
El febrer de 1951, Henry King va ser assignat per dirigir la pel·lícula. A l'octubre, els productors Joseph Bernhard i Anson Bond van comprar el guió als Hursley i estaven planejant la pel·lícula com a estrena de la 20th Century-Fox.
El febrer de 1952, Hedy Lamarr va comprar el guió de Hursley per 25.000 dòlars; Arthur B. Krim d'United Artists va negociar l'acord per ella. Lamarr volia representar Esther i produir la història com a llargmetratge independent i estrenar-la a United Artists, amb la possibilitat de filmar-la a Itàlia. Finalment va decidir produir-la a Roma com el primer episodi d'una sèrie de televisió britànica titulada The Great Love Stories, però el projecte va canviar i la història no es va filmar.
La vaga del Sindicat de Guionistes dels Estats Units de 1960, que va començar al gener, va obligar a 20th Century-Fox a deixar temporalment la producció.  El president de Fox, Spyros Skouras, i el productor Buddy Adler, van preguntar al director Raoul Walsh si els podia "fer una pel·lícula molt ràpidament, perquè no tenien res, els estudis estaven pràcticament tancats. Per això vam fer Esther a Itàlia". 

## Estrena
Esther i el rei es va estrenar a la ciutat de Nova York al RKO Palace Theatre el 18 de novembre de 1960.
La pel·lícula va recaptar un 126% i va ser considerada una pel·lícula d'èxit de la temporada 1960-61.

## Resposta crítica
James D. Ivers, escrivint per a Motion Picture Daily, va ser molt positiu: "Tots els adorns d'un espectacle bíblic, escenografies i vestits exòtics, una història commovedora i dramàtica i la mà hàbil i experimentada de Raoul Walsh fan que això sigui digne i potencialment entrada amb èxit en el cicle actual d'èpiques històriques". Ivers també va elogiar les actuacions dels actors principals: "Joan Collins interpreta Esther amb bellesa i una mica de profunditat, Richard Egan és pròpiament viril com a rei Asuer, militar però no estatal, i Denis O'Dea és digne i devot com Mordecai". Els actors secundaris que es van guanyar l'atenció van ser un "satisfactori" Rik Battaglia, un "prou amenaçador" Sergio Fantoni i una "una mica massa voluptuosa" Daniela Rocca. Ivers també va admirar els aspectes tècnics de la pel·lícula: "Els colors de DeLuxe i l'excel·lent treball de càmera de Mario Bava donen un fons atractiu a la història senzilla".
A alguns crítics no els va agradar la pel·lícula. Bosley Crowther, del The New York Times, va escriure que la "bella història bíblica d'Esther" havia estat "envoltada en una burda farsa de disfresses". Harrison's Reports va trobar que la pel·lícula "té un guió triturat i dos actors principals incompetents [Collins i Egan]", però va elogiar la representació d'O'Dea de Mordecai.
En els darrers anys, l'actuació de Rosalba Neri ha estat valorada com a "memorable". 